# 卡通頻道
卡通頻道（簡稱）是由美國透納廣播公司（Turner Broadcasting System；TBS）成立的一個專門播放動畫節目的有線電視頻道，後來随TBS一起併入時代華納（現華納兄弟探索）。於1992年10月1日（美國）、1993年9月17日（英國）、1997年9月1日（日本）開播。第二代的Cartoon Network標誌，開始使用於2004年6月14日（北美）、2005年1月1日（拉丁美洲）、2005年4月11日（歐洲）。目前所有地區正使用最新的第三代標誌，亞洲地區已在2011年10月1日更換。
Cartoon Network的中文名稱，在香港不作官方翻譯，較廣泛的譯名为卡通頻道、Cartoon Network；臺灣譯名为卡通頻道；中国大陆译名为卡通天地。
Cartoon Network 也用其他語言播放像西班牙語，葡萄牙語，荷蘭語，法語，義大利語，波蘭語，匈牙利語，羅馬尼亞語，北印度語，烏都語（在巴基斯坦）等等。大部分在歐洲的Cartoon Network從英國播放，包括英語作為其中一種傳送聲道。大部份沒有播放「華納動畫天地」的地方，如拉丁美洲及波蘭，都在Cartoon Network上播放。
截至2021年3月，卡通頻道在美國約有9,400萬付費電視用戶（佔電視用戶總數的80.7％）。

## 歷史
1986年8月9日，透納廣播公司收購米高梅聯藝電影。然而在10月18日，透納被迫出售回米高梅。但保留在1986年5月之前該影業製作的大部分電影和電視節目，成立了特納娛樂公司，並自1988年10月8日正式推出首個有線電視頻道特纳电视网，憑藉其豐富的電影節目吸引觀眾。
1991年，透納購得動畫製作公司漢納巴伯拉動畫旗下作品的版權。泰德·透納選擇了時任高級副總裁貝蒂·科恩開創播映這些節目的頻道。並在1992年2月18日宣布計劃推出卡通頻道（Cartoon Network）作為播放動畫節目的頻道，在10月1日推出後，卡通頻道成為首個以動畫為主題的24小時單一類型有線電視頻道。
於1994年，漢納巴伯拉動畫的新部門卡通频道工作室（Cartoon Network Studios）成立，並開始製作《妙妙卡通秀！》（What a Cartoon!）。該節目於1995年首播，呈現多不原創的動畫短片。1996年，卡通頻道還播出了兩個面向學齡前兒童的節目。隨著透納廣播與華納媒體合併，使得華納兄弟動畫片的所有權重新統一。令卡通頻道能夠繼續製作更多原創節目。
2025年起，卡通頻道位於美國的總網站（cartoonnetwork.com）正式關閉
同年，位於全球各國各地的卡通頻道官方網站陸續關閉

## 頻道列表
- Cartoon Network (美國)
- Cartoon Network (英國及愛爾蘭)
- Cartoon Network (日本)
- Cartoon Network (菲律賓)
- Cartoon Network (南韓)
- Cartoon Network (印度)
- Cartoon Network (東南亞和香港)
- Cartoon Network (亞洲)
- Cartoon Network (澳洲)
- Cartoon Network (歐洲)
- Cartoon Network (台灣)

## Cartoon Network (台灣)
台灣Cartoon Network是一個24小時專門播放動畫影集的有線頻道，為台灣的觀眾帶来全天候24小時播映卡通類型的動畫影集。「卡通頻道」於美國以及其它地区，如東南亞以及香港都稱為「Cartoon Network 卡通频道」。
於1994年開播，由特納廣播系統成立，最早稱為TNT & Cartoon Network 卡通频道，初期的深夜時段（22:00~隔天06:00）改播電影。2009年以後節目內容在地化，歐美方來源節目不時會講台語。
| LOGO | 使用期間            | 備註                                                           |
| ---- | ------------------- | -------------------------------------------------------------- |
|      | 開播至2005年9月30日 | Cartoon Network於1992年10月1日開播時的舊商標，至今仍在使用中。 |

## Cartoon Network (日本)
Cartoon Network是透過Sky PerfecTV!，有線電視及寬帶電視提供廣播，原日語及非日語節目，提供相對的聲道廣播。

## Cartoon Network (印度)
Cartoon Network HD+ 是印度有線電視頻道和衛星電視頻道，為印度卡通頻道的高畫質版本，除了英語之外，泰米爾語和泰盧固語音軌也被添加到頻道中。

## Cartoon Network (亞洲)
亞洲卡通頻道（Cartoon Network Asia）是一個服務範圍覆蓋於全亞洲的電視頻道，專門播放動畫，該頻道由華納兄弟探索集團的國際部門運營，亞洲版總部位於新加坡。並覆蓋香港與亞洲多個國家與地區。

## Cartoon Network (東南亞)
卡通频道，是位於東南亞地區的一個有線及衛星電視頻道，由透納廣播公司在1990年代初於東南亞地區的收費電視系統開播。目前播放的地區包括菲律賓、老撾和緬甸除外的東南亞各國，以及鄰近的香港、澳門、南韓、斐濟、馬爾地夫等地。這些地區播映的卡通频道都是同一條頻道，意即看到的節目都是同時間播出，時間以其總部設於香港為準（卡通頻道會顯示UTC+7至UTC+9三個時區，即分別會以英語顯示泰國、香港／馬來西亞和南韓三地的播映節目的時間）。
與美國本土的「卡通频道」不一樣，該頻道並沒有播放"The Adult Swim"、"The Miguzi（台灣曾有播放）"和"Tickle U"環節，但卻有"Toonami"、"Tiny TV"和"Fridays"的特別時段。"Toonami"時段基本是和美國一樣，播放格鬥動畫，如"Teen Titans"。而"Tiny TV"時段基本播放"Hanna Barbera"和華納兄弟的教育節目或非教育動畫，如"The Flintstone kids"和"Baby Looney Toons"。另外，"Fridays"則是每逢星期五，播放一些新登場卡通，以及從網上".Com Pick"選出的最受歡迎的動畫。

## Cartoon Network (美國)
1992年10月1日開播。

## Cartoon Network (英國及愛爾蘭)
卡通頻道 （縮寫，是英國及愛爾蘭的一個動畫電視頻道。

### 历史
最初在英國及愛爾蘭，卡通頻道是與TNT頻道共用同一條頻道(即TNT & Cartoon Network)。卡通頻道由清晨五時播放至傍晚七時， 而TNT則由傍晚七時至翌日清晨五時。星期日下午的節目 "Super Chunk"， 由下午一時播放至下午三時，一連播放兩小時；另外有自1994年推出的動畫電影時段"The Longest Day"，因此卡通頻道開始逄6月21日播放至晚上十一時。
1995年，卡通頻道播放時間延長至晚上九時。1996年12月16日，TNT & Cartoon Network一分為二,並把其改為24小時播放。在某些頻道供應商，仍有播出TNT & Cartoon Network。
在1999年2月1日，推出晚間音樂節目時段"aka Cartoon Network"，播放時間為晚上七時至九時，其卡通形象為一個經典卡通角色 "Jackie Potato"。 一些經典動畫會從Cartoon Network library選出播放(包括"Space Ghost Coast to Coast"，另外一個節目"Cult Toons", 則播放重新編輯的Hanna-Barbera cartoon；而其中一些播放的節目更是美國"Adult Swim"節目系列的前身。
在2000年5月27日, Boomerang 正式於英國及愛爾蘭播放，最初由6時播放至12時 而Cartoon Network的大部份經典動畫也改在這新頻道播放。不久之後，Boomerang改為24小時播放，所有Cartoon Network 的經典動畫都改在新頻道播放。在2000年9月，"Toonami"開始於平日下午四時至黄昏六時及晚上九時至十一時、週未上午十時至正午十二時及晚上十時及凌晨十二時播放。"Dragonball Z"早於1999年在Cartoon Network播放，受到廣大觀眾歡迎， 是決定於英國播"Toonami"的原因之一。這時段主要播放日本動畫，如"Dragonball Z"，"Tenchi Muyo"，和"Gundam Wing"，而非日本動畫則包括美國製"The Real Adventures of Jonny Quest"和"Batman Beyond" (於英國稱為"Batman of the Future")。 大約這個時間，Cartoon Network(卡通頻道)完成改革其節目及其節目表。
Toonami & CNX
在2002年6月，"Toonami"從Cartoon Network UK 消失，同年10月，一條名為"CNX"的新頻道啟播。這條新頻道的定位是播放有活力的動畫，包括動作、歷險和日本動畫("triple-A mix of Action, Adventure, and Anime.")。所有美國及日本動畫也在上午六時至凌晨十二時以"Toonami"時段於"CNX"播放；而在晚上，則播放美國動作片集，如"The Shield"，歷險節目如"Spawn"，藝術電影及驚險體育節目。在2003年，晚上九時至十時播放Cartoon Network 製作的喜劇如"Aqua Teen Hunger Force"及"Space Ghost Coast to Coast"， 而驚險體育節目及電影則搬往晚上十時至凌晨2時；剩下時段則回復播放"Toonami"節目，播映以前的經典片集和一系列新片集。於2003年9月，"CNX"結束播放，該頻道改革為"Toonami"，與Boomerang 及Cartoon Network24小時播放。
在2005年4月11日，將其標誌更換為六個月前於美國更換的新標誌，同時動畫也更換至與美國同步，擁有一個共同的版面，和多個角色(多與即將放映的節目有關)參與。 這些預告片段取代了2003年開始用的那一些，真實片段在新片段亦有使用。

## Cartoon Network（中国大陆）
在90年代到2000年，Cartoon Network在中国大陆输入播出。由于中国大陆相关政策不允许民间资本入驻电视行业，卡通频道未在大陆地区开播。2000年，中华人民共和国国家广播电影电视总局对卡通频道在中国大陆禁止播出。目前，卡通频道的部分节目在中国大陆通过中央广播电视总台（原中国中央电视台，在2018年被合并）的电视频道，包括综合频道，电影频道，少儿频道，部分地方广播电视台 (包括北京、上海、广东、江苏、湖北、湖南等) 和各大网络平台播放。卡通频道在中国大陆地区版权发行上与超过40个平台合作。2016年11月，卡通频道中国大陆地区官方微博建立。配音方面，部分卡通频道节目在中国播出为内地配音，如咱们裸熊，飞天小女警，少年骇客系列等，也有节目为引进台配为主或大陆及台湾混合配音。

## 外部連結
- 官方网站